# バーレーンのイスラム教

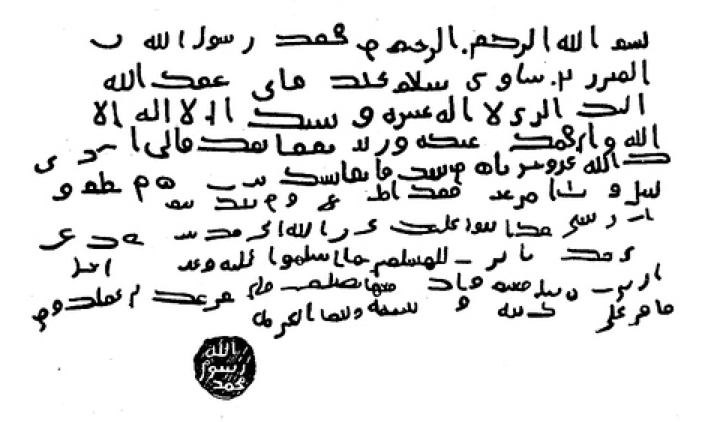
ムハンマドから当時バーレーンの知事を務めていたムンジール・イブン・サワ・アル・タミミに宛てた手紙

本項目ではバーレーンのイスラム教について記述する。

## 概要
バーレーンでは国教とされており、ほぼ全ての国民がムスリムである。しかしながら、インドやフィリピン、スリランカのような、ムスリムが多数を占めない国出身の移民や外国人労働者が流入しているため、国内のムスリムの割合は20世紀末以降減少。
2010年の国勢調査によると、総人口の70.2%がムスリムという。正確な数は把握されていないものの、シーア派がムスリム人口の3分の2程度とされる。

## 歴史
カタールやバーレーンの住民はイスラム教の伝来以前、アワルのような神を崇拝する異教徒であった。しかし、7世紀に入るとイスラム教がアラブ地域全体を席巻。預言者ムハンマドは初の使節であるアル＝アラー・アル＝ハドラミーを、バーレーン君主のアル＝ムンジル・イブン・サーワーに遣わすこととなる。
かくして628年には、クウェートからアル・ハサーやカティーフ、バーレーン諸島を含むカタールの南岸部にまで勢力を伸長。ムンジルはイスラム教への改宗を表明すると共に、カタールに居住する一部ペルシア人を含む、バーレーンやカタールの住民全員もムスリムとなった。バーレーンにおけるイスラム時代の幕開けである。
シーア派、イスマーイール派の流れを汲むカルマト派が899年バーレーンを掌握し、要塞や軍事作戦の基地とした。その後バグダードに侵攻し、930年にはメッカやマディーナを攻略。ザムザムの泉を巡礼者の死体で汚し、黒石をバーレーンに持ち帰った。カルマト派は976年、アッバース朝に敗北し、爾来勢力が衰微してゆく。

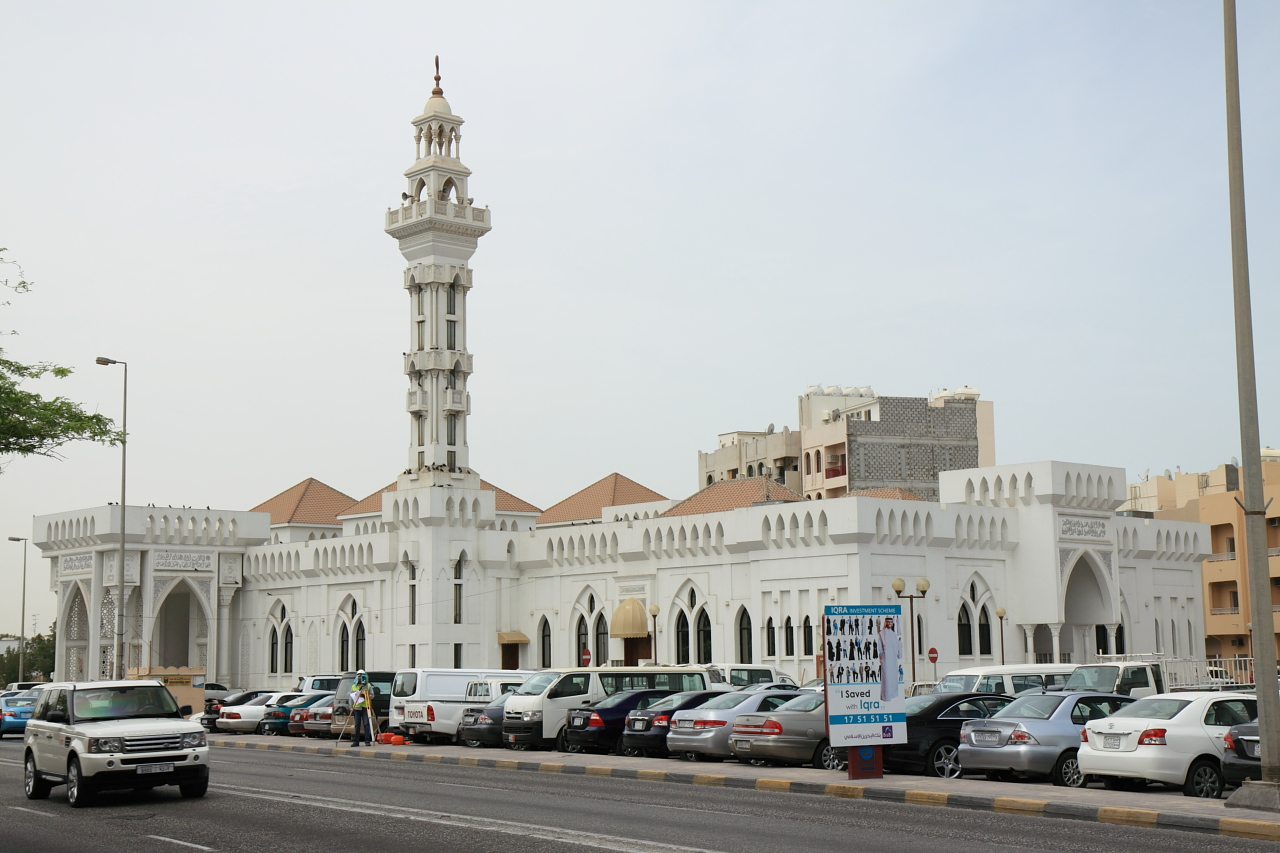
マナーマのグダイビヤモスク

カルマト派国家の敗北に伴い、イスマーイール派も漸次衰退を余儀無くされるが、以後400年にわたるスンナ派君主の下で、同派の一派である十二イマーム派が台頭。歴史家のフアン・コールによると、スンナ派はカルマト派を抑える上で十二イマーム派を好み、バーレーンでの発展を奨励したという。
13世紀には、正統十二イマーム派に哲学の諸主題や神秘主義を習合した「バーレーン学派」が勃興。シェイフ・カマル・アッディーン・サーダーやシェイフ・ジャマールッディーン・アリー・イブン・スレイマーン・アル＝バフラーニー、マイサム・アル＝バフラーニーらの神学者を輩出するに至る。

## 現況
正式な数は不明だが、生粋のバーレーン人のうち7割程度が十二イマーム派を奉じ、残りの3割がスンナ派の様々な分派であるという。ハイファ家やこれを支持する部族は、イスラム法学ではアブドゥッラー・ビン・アリー・アル＝ウユーニーが開いたウユーニー朝時代に展開した、マーリク学派を信奉。ハナフィー学派を奉じる南アジアのムスリム系住民も多数おり、南アジアから伝来したジャファリー学派を信仰する者もいる。